# دينيس يوحنا
دينيس يوحنا (بالإنجليزية: Dennis John)‏ (27 يناير 1935 سوانزي المملكة المتحدة - 12 أبريل 2013 كارديف المملكة المتحدة) هو لاعب كرة قدم بريطاني.